# Bible Black
『Bible Black』（バイブルブラック）とはActive製作のアダルトゲーム及びそれを原作としたアダルトアニメ。

## 概要
アダルトゲーム版は2000年7月14日に発売され、悪魔崇拝とそれにまつわる殺戮などの悪事や乱交を扱ったシナリオ、そしてそれらを活かして描かれた聖少女による原画が人気を呼び、アダルトアニメ化されるほどのヒット作となった。
アダルトアニメ版は『バイブルブラック』のタイトルでよし天によるキャラクターデザインが人気を呼び、本編開始の12年前を描いた外伝『バイブルブラック 外伝』や本編完結の数年後を描いた続編『新・バイブルブラック』、そして、本編のヒロインたちのセックスシーンのみを描いた短編集『バイブルブラック・オンリー版』といった、アニメ独自の作品が制作されるほどのヒット作となった（詳細は後述）。
アダルトアニメ版は、アメリカをはじめとして世界数か国でも発売されている。それらの国では本作以外にも複数の日本のアダルトアニメが発売されているが、日本のアニメでは珍しい女性の体型、存在感や個性、胸が悪くなるほど極端には行かない暴力的セックス描写から、本作の人気が飛び抜けて高いといわれている。アダルトゲーム版を取り扱っていない国も多く、『Bible Black』=アダルトアニメのみのシリーズといった誤解も見られる。
アメリカで実写化する予定もあったがお蔵入りとなった。
2008年7月25日には、アダルトゲーム版の続編『Bible Black -The Infection-』が発売された。

## あらすじ

### バイブルブラック
今から12年前。学園の地下室で悪魔を崇拝していた一部の学生によって悪魔の儀式が行われ、参加者はその場で死んだという。そんな噂が、まことしやかに学生の間で流れていた。
主人公の水無瀬多喜は、偶然にもその噂の元にして今は閉鎖されている地下室の鍵を入手する。噂の真贋を確かめるべく興味本位で地下室に立ち入った水無瀬は、床に描かれた魔法陣・多量の血痕・祭壇など、噂通りの光景を目にする。その部屋で手に取った魔術書を持ち帰り解読し始めるうち、水無瀬は引き返せない道を歩み始めていることに気づくのだった。

### バイブルブラック 外伝
『バイブルブラック』から12年前、まじないなどに関心のある寛子たち3人の少女は、生徒会長の奈美に趣味をばかにされる。寛子たちは奈美の恋人である潤子を皮切りに、学園内で淫らな魔術を展開させていく。そして、それは「ワルプルギスの夜」事件へとつながっていった。

### 新・バイブルブラック
『バイブルブラック』から数年後、性交中の男女を狙った連続殺人事件が起きる。女の方は目立った外傷がなかった一方、男の方は男性器を除く全身が炭化するまで焼けていた。数年前の事件の生き残りである胡桃は、特研の捜査官の一人として事件を追っていた。事件のカギである「ロンギヌスの槍」がある銀行の貸金庫に保管されていることを知った胡桃たちは、その銀行を訪れるが、ある組織の放った銀行強盗に襲われた。そのとき、胡桃の中に封じられていた北見の人格が目覚め、強盗を殺して行員を強姦した末に、「ロンギヌスの槍」を手に入れ、淫らな儀式を開始した。

### Bible Black -The Infection-
『バイブルブラック』から1か月後、水無瀬は死んだはずの北見と再会する。高城不在の中、学園は再び恐怖に包まれた。

## 登場人物
アダルトゲーム版の声優は非公開。以下の声優はアダルトアニメ版のもの。

### ゲーム・アニメ共通

#### 主人公
水無瀬 多喜（みなせ たき）
声：平松琢也（一章・二章のみ） / 時田修
本作の主人公。美術部所属。容姿、学業ともに平凡な男子生徒。当初は魔術の存在に否定的だったが、学校の地下室で入手した魔導書により、自分、そして周囲の運命が次第に狂い始める。
非常に優柔不断で、状況に流されやすい性格。軽率な好奇心から魔術を弄び、同級生の女子生徒にストリップを演じさせる、生徒会長の女子生徒を自分の恋人にするなど、独善的かつ思慮の浅い行動が多い。善ルートでは解決策のほとんどを高城に頼るなど役立たずぶりが目立つ一方、悪ルートでは大胆な行動力を発揮して伊万里を魔術の生贄にする、部活動の恩師を拷問する、女子生徒を次々とレイプするなど、むしろ自発的に悪事を働くようになる。最終的には、黒幕を出し抜いて水無瀬が組織の実権を握るエンディングも用意されており、多彩な活躍を見せる。
アニメでは『新・バイブルブラック』から出番がない。

#### 主要人物
伊万里 胡桃（いまり くるみ）
声：西島かおり
本作のヒロイン。右サイドポニーの髪型が特徴。縞パンを好んで穿く。幼馴染の水無瀬に好意を抱いているが、素直になれない。
アニメ版の『バイブルブラック』では学生らしい初々しい一面が強かったが、『新・バイブルブラック』では社会人であり特殊な仕事に就いている自負からか、厳格な性格となった。
アニメでは「ワルプルギスの夜」に新たな生贄として捧げられ、北見と一体化して両性具有となる。物語終盤には北見の人格が覚醒し、魔導書を奪いに学校の地下室へ来た佐伯を襲って虜とするが、その際には北見本人のものより長大なペニスが生えている。『新・バイブルブラック』では特研の捜査官となり、弓削の部下として職務に当たっている。ジュディに操られた銀行強盗に襲われた際には、北見の人格が覚醒して強盗を殺害したうえにペニスを生やし、強盗にレイプされていた銀行員の女性を自分でもレイプしてしまう。
上記のようにアニメでは人気が高く、『バイブルブラック・コンプリートBOX』には『バイブルブラック・オンリー版』の新作「伊万里 凌辱現場」が収録されており、見知らぬ青年に体育倉庫で凌辱されるうちに自分から快楽を求めてしまう学生時代の姿が描かれている。
ノベライズ版ではハッピーエンドとなったことで水無瀬と両想いになる。処女も水無瀬に捧げることができ、魔導書による一連の出来事も恋の試練だったのだと前向きに受け止めている。
高城 寛子（たかしろ ひろこ）
声：木村明実（一章・二章のみ） / 二見渚
学園の美術教師。赤毛のロングヘアが特徴。12年前の「ワルプルギスの夜」の唯一の生き残りで、物語の鍵を握る。
アニメでは佐伯と並んで人気が高く、物語に絡む中で彼女と同様に水無瀬とのセックス以外にもさまざまなシチュエーションでのセックスが描かれるほか、『バイブルブラック・オンリー版』でもそれぞれ2回ずつ取り上げられている。
北見 麗華（きたみ れいか）
声：城崎みちる
学園の保健医。男女の性器を併せ持つ両性具有者。たびたび魔術を用いて訪れる女子生徒を、ある目的から性欲の捌け口にしている。実は12年前の「ワルプルギスの夜」に捧げられた生贄であり、死の直前に現れた悪魔との契約により両性具有となって生きながらえている。
本編では「ワルプルギスの夜」の際に死んだと思われていたが、伊万里との一体化で生き延びる。アニメでも本編と同じであり、そのさらなる暗躍が『新・バイブルブラック』で描かれることとなる。
白木 里香（しらき りか）
声：小山リカ
学園で生徒会長を務めながらブラスバンド部に所属している、何の落ち度もない清純な少女。縦ロールのロングヘアが特徴。頭脳明晰で容姿端麗、学園のアイドル的存在で男子の抱きたい女子ナンバーワン、そして大手電子機器メーカーの重役令嬢で豪邸住まいという点からも、水無瀬には縁の遠い存在である。
ストーリーの展開によっては、魔術書を入手した水無瀬により恋愛に関する魔術の実験台にされ、常軌を逸した行為を強いられる。そのうえ、専用エンディングでは不特定多数の男性との関係から例外なく父親不明の子供を妊娠しているが、自身は水無瀬の子供だと信じている。
アニメでは、当初生贄の候補として北見に着目されていたことが語られている。水無瀬による魔術で水無瀬に惚れるが、関係が進むにつれ水無瀬本人ですら恐怖を抱くほど水無瀬に傾倒していくようになる。
『新・バイブルブラック』では新任の美人教師として登場、佐伯とも親し気に接しているが記憶操作を施されているらしく魔術に関する騒動については何も知らない。再び北見による魔術の実験台にされるなど散々な目に遭ってしまう。
佐伯 香織（さえき かおり）
声：神林春奈
学園で白木と並ぶ人気を持つ美少女。金髪のポニーテールが特徴。重度のオカルトマニアであり、そのためなら自分の身体をも平気で差し出すほど。
どのルートでも北見の手下に堕ちてしまうため、メインの話には深く絡まないものの、黒魔術への傾倒や貞操観念の皆無さから本作を体現する存在でもあり、ヒロインである伊万里と共にパッケージ画を飾ることも多い。それゆえにアニメでも人気は高く、『バイブルブラック・オンリー版』では高城と並んで2回ずつ取り上げられており、童貞の精液を狙って仲間2人と暗躍するうちに北見の人格が覚醒してペニスを生やす姿も描かれている。
本編での「ワルプルギスの夜」以降、魔術はおろか占いすら辞めてしまったらしいが、ゲーム続編『Bible Black -The Infection-』では再び魔術や占いを始めるようになる。
アニメでは水無瀬を篭絡すべくフェラやパイズリも辞さなかったが北見の介入により水無瀬どころか北見にまで膣内挿入された末に膣内射精という目に遭う。北見の部下になった「ワルプルギスの夜」の後、密かに魔導書を独り占めしよとしていたが、北見と一体化した伊万里に見つかり強姦されるというラストに終わる。『新・バイブルブラック』でも北見のため行動している。

#### その他
村井 亜由美（むらい あゆみ）
声：冴瞳
伊万里の同級生。青いショートヘアが特徴。佐伯の取り巻きの1人で、水無瀬が魔術を使うと知って度々まじないを頼みに来る。
アニメでは生徒たちの前で、とある男子生徒とのセックスを披露させられてしまう。
ゲーム続編『Bible Black -The Infection-』では彼氏とうまく行っているにもかかわらず、主人公に接近する。
伊藤 美香（いとう みか）
声：笹君佳（一章・二章のみ） / 西画まほ（オンリー版）
佐伯の取り巻きの一人で、水無瀬の同級生。ウサギの耳を思わせるような形状のリボンが特徴。ゲーム本編では魔導書事件の最初の犠牲者となる。
野々草 美由紀（ののぐさ みゆき）
声：北村小枝子
水泳部員で、水無瀬とはかつて同じクラスになったことがあった。部内では優秀さゆえに小林らから疎まれている。
美樹本（みきもと）
声：桃沢明美
水泳部員で、小林の取り巻き。
小林 忍（こばやし しのぶ）
水泳部部長で、野々草を疎む一人。
水無瀬 由起子（みなせ ゆきこ）
声：柚木果南
ゲーム冒頭での説明によれば家庭の事情から多喜と同居している従姉であるが、作中での描写は実姉そのものとなっている（制作当時のソフ倫の規定では、近親相姦が認められていなかったため）。大学生（一浪）で仏文学部在籍ということもあり、ゲーム序盤、基本的にラテン語とフランス語で書かれていた魔術書を多喜が解読する際、それが魔術書であるとは知らないまま彼に協力する。
乳首の突起もあらわなノーブラのタンクトップにパンティーだけという大胆な下着姿で多喜をからかうことを楽しみとしているが、実は処女。その美貌に加え、多喜によって淫乱さを引き出されることからもアニメでは人気が高い1人であり、『バイブルブラック・オンリー版』でも取り上げられている。

### ゲームのみ
栗本 真紀（くりもと まき）
佐伯が主宰する魔術サークルの一員。水無瀬らとは違う学校に通っているため、面識はない。

### アニメのみ

#### バイブルブラック 外伝（登場人物）
小園 奈美（こぞの なみ）
声：真田薫
12年前の事件当時の学園生徒会長。同性愛者で、男性には興味がない。北見には転校してきた当初から興味を持ち、交際を迫るが断られる。「ワルプルギスの夜」に、手下たちに生贄として北見を拉致させる。魔術サークルに加わるが、高城たちには平谷への恋の魔術をかけられた件で恨みを持ち、現れた悪魔に高城を凌辱させ、更に北見を生贄に悪魔を召喚して契約を図るが、北見が処女でなかったために儀式が成功せず、発狂してその場にいたサークルのメンバーを次々に惨殺するが、直後に北見からの逆襲を受けて死亡。
持田 潤子（もちだ じゅんこ）
声：崎岡みどり
小園奈美の後輩で、生徒会書記。奈美とは恋愛関係にあり、お姉さまと呼び慕っている。高城らに魔術の実験台にされ、全校生徒の前で全裸で自慰行為をさせられ、潮を吹いてしまう。それ以降、全校生徒達から白い目で見られる羽目になってしまう。
森田 理恵（もりた りえ）
声：岩谷良御子
ショートカットの少女。高城の同級生で、魔術サークル「薔薇十字会」のメンバー。古書目録をあさり、例の魔導書を見つけてくる。
紫藤 沙希（しとう さき）
声：木田ノリコ
ツインテールの少女。高城の同級生で、理恵とともに魔術サークル「薔薇十字会」のメンバー。潤子を実験台にしたことを奈美に喋ってしまう。
平谷 誠一（ひらたに せいいち）
声：桃沢安輝
いわゆるキモ男だが、魔術で奈美が自分に惚れるように高城らに依頼する。しばらく奈美と付き合っていたが、魔法が解けた奈美の怒りを買い、彼女が集めた不良連中に集団リンチされる。

#### 新・バイブルブラック（登場人物）
ジョディ・クロウリー
声：麗羅
狂信的な悪魔崇拝者たちに崇拝されている、アレイスター・クロウリーの唯一の末裔である孫娘で、緋色の女を探している。北見、高城とは敵対関係にあるが、時には北見らを利用してアレイスタの予言を実行するべく、機会をうかがっている。
弓削 トオル（ゆげ トオル）
声：志垣元次
査察庁公安特別局預かり特殊捜査研究所（特捜研または特研）課長。伊万里、市川直属の上司。高城の手で、伊万里の中に北見が封印された事を知っている唯一の特研捜査官。元警視庁捜査員。
市川 亜紀（いちかわ あき）
声：ミナシ明美
特研の捜査官。伊万里捜査主任の部下で、共に事件の捜査にあたる。処女であり、後の儀式で重要な役割を持たされる。ジョディに犯される前に間一髪助かるが、儀式の後、北見麗華に魅入られたかのような描写があり、邪悪な表情を浮かべる。
山西 直人（やまにし なおと）
声：竹村さとし
警視庁捜査員だったが、警視庁の事件への対応に不満を持ち辞職、特研の弓削のもとで働くようになる。学生時代、学園に赴任していた北見を慕っており、関係を持った過去がある。
島根（しまね）
声：木田芳夫
警視庁主任。山西の上司で、弓削とは警察学校からの親友。
藤堂 由希
水泳部の女子生徒｡青い目と腰の長さまであるツインテールの茶髪が特徴。佐伯香織の愛人であると同時に忠実な信奉者であり､教師･吉谷を誘惑して儀式を行なうも､麗華の妨害による儀式の失敗で絶命してしまうが､その後麗華によって傀儡として蘇生された｡

## スタッフ

### ゲーム版
- プロデューサー：ぽち屋
- 原画・シナリオ：聖少女
- 音楽：アーティスティック コンセプツ

### アニメ版
（ ）内は担当した話数。特に記載のないものは全話該当。
バイブルブラック
- 脚本 - むとうやすゆき
- 演出 - 羽舞緒（1，4）、本田一行（2〜3）、浅倉カイト（5〜6）
- コンテ - 羽舞 緒（1，4）、本田一行（2〜3）、国分寺草介（5〜6）
- キャラクターデザイン - よし天
- 作監 - よし天（1，4〜6）、やまぐちわたる（2〜3）
- 美術 - 東厚治
- 色設定 - 鈴城るみ子（1〜4）、小林かなむ（5〜6）
- 撮影 - 三晃プロ（1〜3）、アムガ（4）、デジタルギア（5〜6）
- 編集 - アムガ
- 音響 - モリヒデ
- プロデューサー - 柴田純（1〜4）、渡来猛人、八神和彦（3〜6）
- 制作 - ミルキー
- 制作協力 - スタジオジャム
- 販売 - ミルキーズピクチャーズ

新・バイブルブラック
- 脚本 - 国分寺草介
- 演出 - 浅倉カイト（1〜4）、小池あひる（5）、よし天（6）
- コンテ - 浅倉カイト（1〜4）、よし天（5〜6）
- キャラクターデザイン・作監 - よし天
- 美術 - 東厚治（1〜4）、八街ケイン（5〜6）
- 色彩設計 - 小林かなむ（1〜4）、水無月生（5〜6）
- 撮影 - デジタルギア（1〜6）
- 編集 - MIYA（1〜4）、加納美樹（5）、志賀裕一（6）
- プロデューサー - 渡来猛人、八神和彦
- 制作 - ミルキー
- 制作協力 - スタジオジャム
- 販売 - ミルキーズピクチャーズ

バイブルブラック オンリー版
- 脚本 - むとうやすゆき、渡来猛人（1）
- 演出 - 羽舞緒（1〜2）
- コンテ - 羽舞緒（1〜2）
- 作監 - よし天
- キャラクターデザイン - よし天
- 美術 - 卯月清明
- 色彩設定 - 水無月生、小林かなむ（2）
- 撮影 - デジタルギア
- 編集 - 加納美紀
- プロデューサー - 渡来猛人、村上幸太郎
- 制作 - ミュージアムピクチャーズ
- 制作協力 - スタジオジャム
- 販売 - ミルキーズピクチャーズ

## 関連商品
アニメ
- Bible Black 1 第一章・黒魔術の学園－降臨－
- Bible Black 2 第二章・黒の儀式－近づくワルプルギスの夜－
- Bible Black 3 第三章・黒の生贄－ワルプルギスの雌羊－
- Bible Black 4 第四章・黒の愛撫－ワルプルギスの夜－
- Bible Black 5 第五章・黒の晩餐
- Bible Black 6 第六章・黒の降臨
- Bible Black 外伝 1 黒の刻印
- Bible Black 外伝 2 黒の祭壇
- バイブルブラック 完全版（オンリー版2本収録）
- 新・Bible Black 1 第1章 Revival〜復活〜
- 新・Bible Black 2 第2章 Reunion〜再会〜
- 新・Bible Black 3 第3章 Rule〜支配〜
- 新・Bible Black 4 第4章 Recollection〜想起〜
- 新・Bible Black 5 第5章 Rejection〜拒絶〜
- 新・Bible Black 6 最終章 Reproduction〜再生〜
- Bible Black 高城寛子編・伊藤&水泳部編・佐伯編（オンリー版 Vol.1）
- Bible Black 由起子編・佐伯編・高城編（オンリー版 Vol.2）
- バイブルブラック・コンプリートBOX 〜「Bible Black」「Bible Black 外伝」全8作＋特典 (オンリー版　伊万里　凌辱現場　収録）
- バイブルブラック UMD版 第1巻〜第4巻
- 新・Bible Black 完全版 Restored〜輪廻〜

書籍
- パラダイムノベルズ Bible Black
  - アクティブ 原作、雑賀匡 著、聖少女 原画、2000年12月22日発行、ISBN 4-89490-110-2

- バイブルブラック -闇の聖書- ゲーム&アニメーション公式設定資料集
  - 笠倉出版社〈サクラムック32〉、2002年2月1日発行、ISBN 4-7730-0432-0

- バイブルブラック ビジュアルアートワークス
  - コアマガジン、2009年4月2日発行、ISBN 978-4-86252-550-5

DVD-PG
- Bible Black DVD the GAME
- Bible Black2 DVD the GAME
- Bible Black3 DVD the GAME
- Bible Black DVD the GAME COLLECTOR'S BOX

UMD-PG
- Bible Black Portable PG